# Temporada da NHL de 1964–65
A temporada da NHL de 1964–65 foi a 48.ª  temporada da National Hockey League (NHL). Seis times jogaram 70 partidas cada. Jean Beliveau foi o vencedor do recém introduzido Troféu Conn Smythe como jogador mais valioso durante os playoffs. O Montreal Canadiens venceu sua primeira Stanley Cup desde 1960 por ter sido vitorioso sobre o Chicago Black Hawks em uma série final de sete jogos.

## Temporada Regular
Novas adições importantes do Chicago foram o irmão de Bobby Hull, Dennis Hull, e o defensor Doug Jarrett, e eles enviaram Reg Fleming, Ab McDonald e Murray Balfour para Boston em troca de Doug Mohns.
Frank Selke havia se aposentado como administrador geral do Montreal Canadiens, e um homem que estava dando todos os sinais de ser mais capaz do que Selke, Sam Pollock, assumiu como administrador geral. Pollock estava fazendo um trabalho impressionante como diretor do sistema de formação dos Canadiens nas últimas temporadas e os Habs estavam recheados de talentos.
Ted Lindsay decidiu fazer seu retorno a Detroit e, embora Toronto tenha batido Detroit na abertura por 5-3, ele foi ovacionado pela torcida no Olympia.
Muzz Patrick demitiu-se como administrador geral do New York Rangers e Emile Francis, administrador geral assistente, assumiu seu lugar.  Em 27 de janeiro de 1965, Ulf Sterner, o primeiro jogador treinado europeu, fez sua estreia na National Hockey League pelo New York Rangers em um jogo contra o Boston Bruins.
Ron Ellis estava provando ser um achado e ele marcou dois gols quando os Leafs derrubaram Chicago por 5-1 em 31 de outubro.
Frank Mahovlich enntrou em um hospital para tratamento psiquiátrico sob grande estresse daa torcida e do seu administrador Punch Imlach, que esperava mais do que ele estava mostrando. Ele não conseguiu lidar com aquela pressão.
Após parar um tiro com seu pé, Marcel Pronovost perdeu alguns jogos e Detroit sentiu sua falta profundamente, já que em 5 de dezembro, Toronto atropelou os Red Wings por 10–2. Bob Pulford foi suprimido pelo clube de Gordie Howe quando eles foram atingidos acima e atingiram Pulford no olho.
Frank Mahovlich estava de volta em 9 de dezembro quando Montreal bateu Toronto por 3–2. Três noites depois, ele teve dois gols e duas assistências quando Toronto derrotou Boston por 6–3.
Chicago derrotou Boston por 7–5 em 16 de dezembro e Bobby Hull marcou 2 gols. Ele agora tinha 25 gols em 26 jogos. Os Black Hawks estavam agora alternando Glenn Hall e Denis DeJordy no gol.
Uma troca ocorreu entre Montreal e o New York Rangers quando os Canadiens enviaram Bill Hicke e Guy Morisette para os Rangers por Dick Duff e um jogador chamado McComb.
Bill Thoms, que jogou por 12 anos com Toronto e Chicago, morreu de ataque cardíaco em 26 de dezembro, aos 54 anos.
Punch Imlach, de Toronto, regulou com mãos de ferro e estava realmente irritado com o jogo dos Leafs. Um rebaixamento dos jogadores em massa foi ameaçado se o jogo do time não melhorasse. Toronto acordou de  sua queda  quando derrotou Detroit por 3–1 em 2 de janeiro. Tim Horton marcou dois gols como atacante em vez de atuar em sua posição defensiva. Roger Crozier foi atingido no olho pelo taco de Jim Pappin mais tarde no jogo e foi substituído por Carl Wetzel no gol. Ted Lindsay entrou em uma discussão acalorada com o árbitro Vern Buffey sobre se uma penalidade deveria ser marcada contra Pappin e recebeu uma penalidade por má conduta de dez minutos e uma penalidade de jogo. Lindsay afirmou à imprensa após o jogo que seu aviso ao técnico Sid Abel era para não pagar as multas e que ele não se sentaria nem para a corte de canguru de Clarence Campbell. Tudo isso foi reportado a Campbell, que disse que Lindsay pagaria as multas ou não jogaria mais. No curso, um apropriado assinou as desculpas e um cheque com a quantida das multas foi entregue por Lindsay e ele voltou a jogar em 6 de janeiro.
Bill Hicke, que havia sido trocado para os Rangers pelos Canadiens, brilhou contra  os ex-colegas com um hat-trick no Forum em 9 de janeiro, na vitória dos Rangers por 6–5. Todavia, os Rangers perderam o defensor Jim Neilson, com uma lesão no ombro. Os Rangers got foram surrados pelos Leafs por 6–0 na noite seguinte, em que Tim Horton marcou dois gols. Apesar da vitória, a torcida ainda cantava "Nós queremos Shack!" (significando Eddie Shack).
George Hayes, que havia estado no quadro de arbitragem da NHL por 19 anos, foi suspenso por se recusar a fazer um teste de visão. Posteriormente, ele teve seu contrato encerrado quando continuou se recusando. O chefe de arbitragem Carl Voss anunciou sua intenção de se demitir no fim da temporada, e Hayes e o ex-árbitro Eddie Powers receberam isso com aprovação.
Chicago chegou à primeira posição com uma vitória por 4–1 em 3 de fevereiro sobre o New York Rangers em pleno Madison Square Garden. Bobby Hull não marcou, mas o principal momento do jogo foi a briga com Bob Plager.
Chicago superou Toronto por 6–3 em 6 de fevereiro e as chances de Bobby Hull de chegar aos 50 gols estavam ameaçadas quando ele foi atingido de forma pesada por Bobby Baun, and ele saiu mancando do gelo com os ligamentos do joelho distendidos. No mesmo fim de semana, Detroit chegou à primeira posição, derrotando Montreal duas vezes.
Os Leafs chegaram ao empate com Montreal pela segunda posição quando passaram pelos Habs por 6–2 em Toronto em 10 de fevereiro. Essa foi a quinta derrota seguida dos Canadiens. O árbitro Bill Friday ficou muito ocupado com uma briga generalizada entre os bancos que durou vinte minutos. O problema começou quando John Ferguson esmurrou Frank Mahovlich. Terry Harper, Ted Harris, Pete Stemkowski e Kent Douglas levantaram-se e os bancos esvaziaram. O árbitro Friday deu 66 minutos em penalidades, incluindo dez minutos por má conduta para Mahovlich e Ted Harris. O presidente Campbell posteriormente deu multas de $925. Dez jogadores dos Leafs foram multados em $50 cada e seis Canadiens foram multados em $50.
Red Kelly teve um hat-trick em 21 de março quando Toronto espancou os Rangers: 10–1.
Os Rangers bateram os Black Hawks em 23 de março por 3–2. Vários torcedores  estavam irritados com os planos de transmissão em circuito fechado dos jogos de Chicago e durante o jogo houve gritos de "Norris é dedo-duro!" (referindo-se a James D. Norris, um dos donos do Black Hawks).
Ulf Sterner da Sweden tornou-se o primeiro jogador treinado na Europa a assinar com um time da NHL quando ele assinou com o New York Rangers por quatro jogos.
Detroit terminou na liderança pela primeira vez desde 1956–57, quando bateram os Rangers por 7-4 em 25 de março. Alex Delvecchio teve um hat-trick e Norm Ullman marcou dois gols.

### Classificação Final
Nota: PJ = Partidas Jogadas, V = Vitórias, D = Derrotas, E = Empates, Pts = Pontos, GP = Gols Pró, GC = Gols Contra,PEM=Penalizações em Minutos

Times que se classificaram aos play-offs estão destacados em negrito
| National Hockey League | PJ | V  | D  | E  | Pts | GP  | GC  | PEM  |
| ---------------------- | -- | -- | -- | -- | --- | --- | --- | ---- |
| Detroit Red Wings      | 70 | 40 | 23 | 7  | 87  | 224 | 175 | 1121 |
| Montreal Canadiens     | 70 | 36 | 23 | 11 | 83  | 211 | 185 | 1033 |
| Chicago Black Hawks    | 70 | 34 | 28 | 8  | 76  | 224 | 176 | 1051 |
| Toronto Maple Leafs    | 70 | 30 | 26 | 14 | 74  | 204 | 173 | 1068 |
| New York Rangers       | 70 | 20 | 38 | 12 | 52  | 179 | 246 | 760  |
| Boston Bruins          | 70 | 21 | 43 | 6  | 48  | 166 | 253 | 946  |

### Artilheiros
PJ = Partidas Jogadas, G = Gols, A = Assistências, Pts = Pontos, PEM = Penalizações em Minutos
| Jogador         | Time                | PJ | G  | A  | Pts | PEM |
| --------------- | ------------------- | -- | -- | -- | --- | --- |
| Stan Mikita     | Chicago Black Hawks | 70 | 28 | 59 | 87  | 154 |
| Norm Ullman     | Detroit Red Wings   | 70 | 42 | 41 | 83  | 70  |
| Gordie Howe     | Detroit Red Wings   | 70 | 29 | 47 | 76  | 104 |
| Bobby Hull      | Chicago Black Hawks | 61 | 39 | 32 | 71  | 32  |
| Alex Delvecchio | Detroit Red Wings   | 68 | 25 | 42 | 67  | 16  |
| Claude Provost  | Montreal Canadiens  | 70 | 27 | 37 | 64  | 28  |
| Rod Gilbert     | New York Rangers    | 70 | 25 | 36 | 61  | 52  |
| Pierre Pilote   | Chicago Black Hawks | 68 | 14 | 45 | 59  | 162 |
| John Bucyk      | Boston Bruins       | 68 | 26 | 29 | 55  | 24  |
| Ralph Backstrom | Montreal Canadiens  | 70 | 25 | 30 | 55  | 28  |

## Playoffs
Pelo terceiro ano seguido, os playoffs tiveram Montreal vs. Toronto e Detroit vs. Chicago na primeira rodada. Os Canadiens chegaram ao topo sobre os Leafs em seis jogos, enquanto os Hawks bateram os Wings em sete.

## Prêmios da NHL
| Prêmios de 1964-65 da NHL     | Prêmios de 1964-65 da NHL                         |
| ----------------------------- | ------------------------------------------------- |
| Troféu Príncipe de Gales:     | Detroit Red Wings                                 |
| Troféu Art Ross:              | Stan Mikita, Chicago Black Hawks                  |
| Troféu Memorial Calder:       | Roger Crozier, Detroit Red Wings                  |
| Troféu Conn Smythe:           | Jean Beliveau, Montreal Canadiens                 |
| Troféu Memorial Hart:         | Bobby Hull, Chicago Black Hawks                   |
| Troféu Memorial James Norris: | Pierre Pilote, Chicago Black Hawks                |
| Troféu Memorial Lady Byng:    | Bobby Hull, Chicago Black Hawks                   |
| Troféu Vezina:                | Johnny Bower & Terry Sawchuk, Toronto Maple Leafs |

### Times das Estrelas
| Primeiro Time                          | Position | Segundo Time                         |
| -------------------------------------- | -------- | ------------------------------------ |
| Roger Crozier, Detroit Red Wings       | G        | Charlie Hodge, Montreal Canadiens    |
| Pierre Pilote, Chicago Black Hawks     | D        | Bill Gadsby, Detroit Red Wings       |
| Jacques Laperriere, Montreal Canadiens | D        | Carl Brewer, Toronto Maple Leafs     |
| Norm Ullman, Detroit Red Wings         | C        | Stan Mikita, Chicago Black Hawks     |
| Claude Provost, Montreal Canadiens     | RW       | Gordie Howe, Detroit Red Wings       |
| Bobby Hull, Chicago Black Hawks        | LW       | Frank Mahovlich, Toronto Maple Leafs |

## Estreias
O seguinte é uma lista de jogadores importantes que jogaram seu primeiro jogo na NHL em 1964-65 (listados com seu primeiro time, asterisco(*) marca estreia nos play-offs):
- Joe Watson, Boston Bruins
- Bill Goldsworthy, Boston Bruins
- Wayne Cashman, Boston Bruins
- Dennis Hull, Chicago Black Hawks
- Ken Hodge, Chicago Black Hawks
- Brit Selby, Toronto Maple Leafs

## Últimos Jogos
O seguinte é uma lista de jogadores importantes que jogaram seu último jogo na NHL em 1964-65 (listados com seu último time):
- Tom Johnson, Boston Bruins
- Ted Lindsay, Detroit Red Wings